# Usine de montres de Petrodvorets
L'usine de montres de Petrodvorets (en russe : Петродворцовый часовой завод) est la plus vieille usine de Russie. Fondée par Pierre le Grand en 1721 à Peterhof dans la banlieue de Saint-Pétersbourg. Elle fabrique depuis 1961 les montres soviétiques Raketa. En presque 300 ans d’histoire, l’usine a changé de noms plusieurs fois.

## Avant la Révolution
À l’origine l’usine fabriquait des objets en pierres précieuses pour les palais des Tsars. On retrouve aujourd’hui ces objets à l’Ermitage de Saint-Pétersbourg, mais aussi dans la plupart des palais d’Europe, comme Versailles, le Louvre ou Sans-Souci. 

## L'époque soviétique
À l’époque soviétique, l’usine a continué à travailler les pierres précieuses. Cette usine a entre autres fabriqué le Mausolée de Lénine en 1924 et les étoiles en rubis sur les tours du Kremlin en 1935. 
Dans les années d’avant-guerre, les ouvriers qualifiés et minutieux de l’usine commencent à fabriquer des instruments de précision et de mesure pour l’Armée rouge et fournissent des pierres pour l'industrie horlogère russe naissante.

## Une Industrie horlogère démesurée
Détruite par les troupes allemandes pendant le Siège de Léningrad, l’usine sera reconstruite dès 1944 à la libération de la ville. C’est en 1945 que Staline - qui veut réduire la dépendance de l’URSS des importations de l'occident - donne l’ordre à l’usine de fabriquer des montres. Les premières montres sortiront de l’usine en 1945 sous les marques Pobeda et Zvezda. C'est en 1961, en l’honneur du premier cosmonaute Youri Gagarine, que l’usine créa sa nouvelle marque, Raketa, qui fera sa réputation dans tout le monde d’influence communiste.
Dans ses années de gloire d’après guerre, l’usine embauche 8 000 personnes, produit 4,5 millions de montres par an pour les citoyens soviétiques et pour les besoins de l’Armée rouge. L’usine est équipée de deux abris anti-atomiques pouvant abriter 8 000 personnes en cas d’attaque occidentale, elle a ses propres écoles, son université, son hôpital, ses stations balnéaires sur la Mer Noire, ses formations de jeunesse communiste Pionniers et Komsomol et ses orchestres.

## De nos jours
La dislocation de l'Union soviétique et les difficultés économiques qui l'ont suivie ont entraîné une très forte réduction de l'activité de l'usine. Au plus bas de l'activité la production tombe à environ 10000 montres par an alors qu'elle avait avoisiné les 5 millions à son âge d'or. Malgré une adaptation douloureuse au capitalisme, c’est la seule marque de montres soviétique qui soit encore produite dans son usine d’origine, grâce au rachat par un fonds d'investissement dirigé par le français Jacques von Polier.
Opérant une très nette montée en gamme, l'usine produit désormais environ 40000 montres par an.

## Tourisme
L'Usine de Petrodvorets profite de la proximité du Palais de Peterhof, l'Ancien palais de Pierre le Grand. Depuis 2009 l'Usine est ouverte aux touristes sur rendez-vous. Plus de 2 millions de touristes visitent Peterhof par an.